# La mia città
„La mia città“ (Моят град в превод от италиански език) е песен на певицата Емануела Мароне, с която представя страната си на песенния конкурс „Евровизия 2014“. Песента е избрана на 24 януари 2014 година чрез вътрешна селекция, организирана от италианския национален телевизионен оператор RAI.
Мароне заявява, че е много щастлива от избора на песен, тъй като „La mia città“ е написана от самата нея. През ноември 2013 година е включена в новото издание на албума на певицата „Schiena“.
Песента е продуцирана от Орацио Грило, който споделя, че е вдъхновена от рока на 80-те. Претърпява промени, за да не надвиши ограничението от три минути, наложено от правилника на европейския конкурс.